# Бек, Юзеф
Юзеф Бек (пол. Józef Beck; 22 сентября (4 октября) 1894, Варшава, Российская империя — 5 июня 1944, Станешть, Румыния) — польский государственный деятель, министр иностранных дел Польши в 1932—1939 годах.
Военный, военный дипломат, сотрудник правительства. С ноября 1932 года — министр иностранных дел. На этом посту активно влиял на внешнюю политику Польской Республики. Проводил сначала политику балансирования между Германией и СССР, а затем сближения с первым государством. В марте 1938 года Польша добилась признания за собой Срединной Литвы от литовского правительства, а в октябре-ноябре оккупировала Тешинскую область Чехословакии. В 1939 году Бек пытался урегулировать конфликт с Германией вокруг Данцига, но безуспешно. В сентябре-октябре Польша была разгромлена. Бек бежал в Румынию, где и умер.

## Биография

### Происхождение
Родился 22 сентября [4 октября] 1894 года в Варшаве в семье кальвинистов.
Учился в Львовской императорской политехнической школе.

### 1914-1932
С началом Первой мировой войны вступил в Польскую военную организацию, был одним из соратников Юзефа Пилсудского. Служил в Первой бригаде Польских легионов, участвовал в боях против русских войск, получил звание полковника. Когда польские легионы в Австро-Венгрии были распущены и интернированы, был заключён в лагерь для военнопленных, где создал подпольную группу. После революции в России занимался подготовкой польских военных формирований на территории Германии и Австро-Венгрии. Участник Советско-польской войны.
После обретения Польшей независимости служил военным атташе во Франции (1922—1923), затем вернулся в Польшу. Во Франции у Бека сложились плохие отношения с французскими коллегами, его обвиняли чуть не в принадлежности к коммунистам.
Участвовал в Майском перевороте 1926 года, который привёл к формировании диктатуры Пилсудского. С 1926 по 1930 год был начальником кабинета Военного министерства Польши. В 1930 году стал заместителем премьер-министра, а в 1932 - министром иностранных дел.

### Министр иностранных дел Польши
При жизни Пилсудского Бек продолжал курс на балансирование Польши между Германией и СССР. 26 января 1934 года была подписана германо-польская Декларация о неприменении силы. 13-15 февраля Бек побывал в Москве. Визит был довольно успешен: Бека тепло приняли, а Польша и СССР договорились о преобразовании своих полномочных представительств в посольства. 15 мая советско-польский Договор о ненападении был продлён до 31 декабря 1945 года, что стало пиком временного улучшения советско-польских отношений 1932-1934 годов.
Уже в 1934 году начался отход от политики балансирования между Германией и СССР: Польша отказалась от закупок оружия у Франции, на протяжении года состоялось несколько германо-польских переговоров на высшем уровне. Также Польша не поддержала проект "Восточного пакта". С января 1935 года в Польшу нередко стал ездить Герман Геринг. Пилсудский скептически относился к идее германо-польского сближения, выступал против откровенно антисоветской дипломатии, но скончался 12 мая 1935 года. Польшу, по сути, возглавил триумвират президента Игнация Мосцицкого, маршала Эдварда Рыдз-Смиглы и Бека. Он продолжил сближение с Германией. В ноябре 1937 года Германия и Польша подписали соглашение о соблюдении прав польского и немецкого национальных меньшинств. Польша хоть и не поддерживала Холокост, но проводила политику довольно сильного государственного антисемитизма. 17 марта 1938 года Польша при поддержке Германии потребовала от Литвы признания за собой Срединной Литвы и установления дипломатических отношений. Литва в итоге пошла на уступки. В том же году Польша приняла участие в разделе Чехословакии: 21 сентября 1938 года, в самый разгар кризис вокруг Судет, польские дипломаты предъявили Праге ультиматум о «возвращении» им Тешинской области, где проживало 80 тысяч поляков и 120 тысяч чехов. 27 сентября было предъявлено повторное требование. В стране нагнеталась античешская истерия. От имени так называемого «Союза силезских повстанцев» в Варшаве совершенно открыто шла вербовка в Тешинский добровольческий корпус. Отряды «добровольцев» направлялись затем к чехословацкой границе, где устраивали вооружённые провокации и диверсии, нападали на оружейные склады. Польские самолёты ежедневно нарушали границу Чехословакии. Польские дипломаты в Лондоне и Париже ратовали за равный подход к решению судетской и тешинской проблем, а польские и немецкие военные тем временем уже договаривались о линии демаркации войск в случае вторжения в Чехословакию. На предложение СССР помочь Чехословакии Польша отказалась пропустить через свою территорию советские войска и самолёты. 30 сентября, в день заключения Мюнхенского соглашения, Польша поспешила направить Праге очередной ультиматум и одновременно с немецкими войсками ввела свою армию в Тешинскую область. В ноябре область была аннексирована.
24 октября 1938 года были предъявлены территориальные претензии Германии к Польше. Германское руководство настаивало на том, что Польше необходимо передать во владение немцам город Данциг, построить двухколейную железную дорогу через «польский коридор», обладавшую экстерриториальностью. Также Польше было необходимо присоединиться к Антикоминтерновскому пакту в обмен на получение расширенного выхода к Балтийскому морю за счёт Литвы. Бек отказался выполнять эти условия, однако, уже в марте 1939 года, из-за за присоединения к Германии Мемеля, после которого Польша оказалась окружена Германией со всех сторон, кроме восточной, польский МИД дал согласие на строительство дороги, но без экстерриториальности.
Бек сыграл значительную роль в месяцы, предшествовавшие началу Второй мировой войны, отвергнув предъявленные Польше требования Германии. При этом отклонил предложение СССР о заключении договора о взаимопомощи.
В 1933-1934 годах Бек пытался добиться создания франко-польского союза против Германии, но потерпел неудачу. Вернувшись к идеям в этом духе в конце 1930-х годов, он желал включения в союз Румынии и Венгрии, но не добился этого.
По мнению российских историков, на посту министра иностранных дел проявил себя русофобом и германофилом, активным сторонником сотрудничества с Гитлером.

### Последние годы
После вторжения Германии в Польшу в сентябре 1939 года Бек призвал Францию и Великобританию выполнить свои обязательства, следовавшие из данных Польше гарантий. Когда Польша была разгромлена, он вместе с остатками польского правительства бежал в Румынию, где был интернирован и арестован румынскими властями. В последние годы работал над своими мемуарами, названными им «Последний рапорт».
Умер 5 июня 1944 года от туберкулёза.
В 1991 году останки Бека были перевезены в Польшу и захоронены на кладбище Воинские Повонзки.

## Киновоплощение
- 1953 — «Солдат Победы». В роли Юзефа Бека — Артур Млодницкий